# Kagnabougou
Kagnabougou est une localité située dans le département de Kangala de la province du Kénédougou dans la région des Hauts-Bassins au Burkina Faso.

## Géographie
Kagnabougou est situé en pays sénoufos à environ 7 km de Kangala.

## Santé et éducation
Le centre de soins le plus proche de Kagnabougou est le centre de santé et de promotion sociale (CSPS) de Kangala tandis que le centre médical avec antenne chirurgicale (CMA) se trouve à Orodara et que le centre hospitalier régional (CHR) est le CHU Souro-Sanon de Bobo-Dioulasso. Le village possède une école primaire.
Le village possède une école primaire publique.